# Elm Farm Ollie
Elm Farm Ollie vel "Nellie Jay" – pierwsza krowa, która leciała samolotem. Działo się to 18 lutego 1930, w trakcie Międzynarodowej Wystawy Lotniczej w Saint Louis w Stanach Zjednoczonych. W czasie 72-milowego lotu pomiędzy Bismarck a St. Louis  krowa została wydojona w celach naukowych i reklamowych.